# Stede Bonnet
Stede Bonnet (ur. 1688 w Bridgetown na wyspie Barbados, zm. 10 grudnia 1718 w Charleston) – pirat narodowości angielskiej urodzony na Barbadosie, grasujący przez około dwa lata po akwenach wschodniego wybrzeża Ameryki, znany w historiografii jako „Pirat-Dżentelmen”.

## Życiorys

### Młodość
Urodził się w zamożnej rodzinie plantatorów trzciny cukrowej na Barbadosie, wyspie, na której w XVII w. osiedlił się jego dziadek, Thomas Bonnet. W momencie śmierci Thomasa w 1676 majątek Bonnetów wynosił ponad 400 akrów. Część z posiadłości przypadła w spadku ojcu Stede’a, Edwardowi Bonnetowi. Ojciec zmarł, kiedy Stede miał sześć lat; prawdopodobnie w tym okresie zmarła także jego matka Sarah z d. Whetstone. Stede odebrał mimo to staranne wykształcenie. Jego opiekunką była Jenner Whetstone.
W 1709 w Bridgetown ożenił się z Mary Allamby, która także pochodziła z rodziny plantatorów. Para miała czwórkę dzieci, z których jedno zmarło przed 1715. Bonnet posiadał stopień majora lokalnej milicji. W 1716 był wybrany na urząd sędziego pokoju. Sympatyzował z jakobitami.

### Piractwo

#### 1717
W 1717, porzuciwszy żonę oraz trójkę dzieci (Edward, Stede, Mary), skłonił się ku piractwu, co biografowie z jego epoki poczytywali jako objaw niestabilności psychicznej. Wysunięto także przypuszczenie, że ruch Bonneta mogło spowodować rozczarowanie życiem małżeńskim. Pomimo braku doświadczenia w żeglarstwie własnym sumptem zakupił  od kapitana Godfreya Malbone’a i uzbroił slup „Revenge” w dziesięć (lub sześć) dział, po czym obsadził go załogą ponad 70 ludzi (wg Mossa było to ponad 120 osób). Jego metody dowodzenia załogą i zachowanie odbiegały od znanych wówczas praktyk piractwa; wypłacał on swoim podwładnym regularną pensję, uchodził za człowieka wykształconego i według relacji współczesnych posiadał na swoim okręcie pokaźną bibliotekę.
„Revenge” skierował się ku wybrzeżom Wirginii. Tam Bonnet zdobył i splądrował trzy brytyjskie okręty: „Anne” „Endeavour” i „Young”, a także barbadoski statek „Turpet”. Wszystkie jednostki oszczędzono, z wyjątkiem ostatniej, którą podpalono, być może po to, aby uniknąć przeniknięcia informacji na rodzinną wyspę Bonneta. Następnie, po obraniu kursu na południe, w sierpniu 1717 załoga „Revenge” zajęła u wybrzeży Karoliny Południowej dwa kolejne okręty: brygantynę płynącą z Bostonu i barbadoski statek transportowy. Okręty przyłączono na pewien czas do floty Bonneta. Jednostki skierowano ku wybrzeżom Karoliny Północnej, gdzie dokonano niezbędnych napraw w okolicy ujścia rzeki Cape Fear, wykorzystując części i zasoby zdobytych okrętów. Nazwisko Bonneta znane już wówczas było angielskim władzom. „Revenge” skierowano następnie ku New Providence; po drodze piraci napotkali na hiszpański okręt wojenny, który poważnie uszkodził statek Bonneta; zdołał on umknąć, lecz w starciu z Hiszpanami został ranny i stracił około połowę załogi. Niektórzy autorzy wątpią w historyczność starcia z Hiszpanami, zwracając uwagę na brak informacji potwierdzających takie wydarzenie w hiszpańskich archiwach.  
Na New Providence, wówczas będącej siedzibą nieformalnej Republiki Piratów, Bonnet poznał Benjamina Hornigolda oraz Edwarda Teacha, któremu prawdopodobnie pozwolił dowodzić okrętem do czasu swojego wyzdrowienia. W październiku 1717 „Revenge” dowodzony przez Czarnobrodego pożeglował do Zatoki Delaware, gdzie piraci w krótkim czasie dokonali abordażu kilkunastu jednostek. Bonnet, pozbawiony faktycznej decyzyjności, cieszył się jednak sympatią załogi i zachował przywilej mieszkania w kapitańskiej kajucie. W listopadzie w rejonie Karaibów piraci zdobyli francuski czternastodziałowiec „La Concorde”, który od tej pory, po znacznym dozbrojeniu, służył Teachowi pod nazwą „Queen Anne’s Revenge”. Wówczas Bonnet ponownie przejął dowodzenie na swoim slupie. Do końca 1717 wspólnie z Czarnobrodym dokonał kilku napadów na statki w okolicach Wysp Podwietrznych i Saint Kitts; Brytyjczycy w pościg za nimi bezskutecznie wysłali okręty HMS „Scarborough” i HMS „Seaford”. Działalność piratów relacjonowana była w pierwszej północnoamerykańskiej gazecie pt. „The Boston News-Letter”. Zimę piraci spędzili w rejonie Zatoki Meksykańskiej, plądrując hiszpańskie i brytyjskie statki kupieckie.  

#### 1718
Z początkiem 1718 Bonnet i Czarnobrody na pewien czas rozstali się. Wiosną 1718 „Revenge” w okolicach Zatoki Honduraskiej wdał się z silnie uzbrojonym statkiem kupieckim „Protestant Caesar” w wymianę ognia, która zmusiła piratów do ucieczki w stronę wysp Turneffe. Tam doszło do ponownego spotkania Bonneta z Teachem. Porażka w starciu ze statkiem kupieckim nadszarpnęła autorytet kapitana „Revenge”. Czarnobrody za zgodą załogi „Revenge” ponownie przejął czasowo kontrolę nad okrętem, wyznaczając na nowego kapitana jednego ze swoich podwładnych, Richardsa; wkrótce połączone siły piratów Bonneta i Teacha zdobyły w rejonie Turneffe okręt „Adventure”, którego nowym kapitanem została prawa ręka Czarnobrodego – Israel Hands. Bonneta ulokowano na „Queen Anne’s Revenge”; pozbawiony dowodzenia uczestniczył m.in. w zaaranżowanej przez Czarnobrodego blokadzie Charleston w maju 1718. Na siły piratów składało się wówczas kilka okrętów i kilkaset osób załogi; liczba ta została po opuszczeniu okolic Charleston znacznie uszczuplona, prawdopodobnie z inicjatywy Teacha, by uniknąć nadmiernego podziału łupów.   
Latem Bonnet opuścił na pewien czas flotyllę Czarnobrodego i udał się do Bath; tam uzyskał u brytyjskiego gubernatora Charlesa Edena ułaskawianie na mocy wydanego rok wcześniej Aktu Łaski Jerzego I. Starał się prawdopodobnie o  uzyskanie listu kaperskiego przeciwko Hiszpanom. Ułaskawienie Bonneta wiązało się z faktem, że kończył się wówczas krótki interwał angielsko-hiszpańskiego pokoju pomiędzy wojną królowej Anny a wojną Hiszpanii z Koalicją.   
W międzyczasie Teach oszukał go i odpłynął z miejsca spotkania, zagarnąwszy większość wspólnie zdobytych łupów i przejmując część załogi „Revenge”. Bonnet niemal natychmiast powrócił do piractwa pod zmienionym nazwiskiem (kapitan Edwards, kapitan Thomas) i, przemianowawszy swój okręt na „Royal James”, grasował u wybrzeży Wirginii, łupiąc kilkanaście statków w przeciągu dwu miesięcy.  Władze kolonialne Karoliny Północnej uchodziły wówczas za pobłażliwe wobec piratów.  

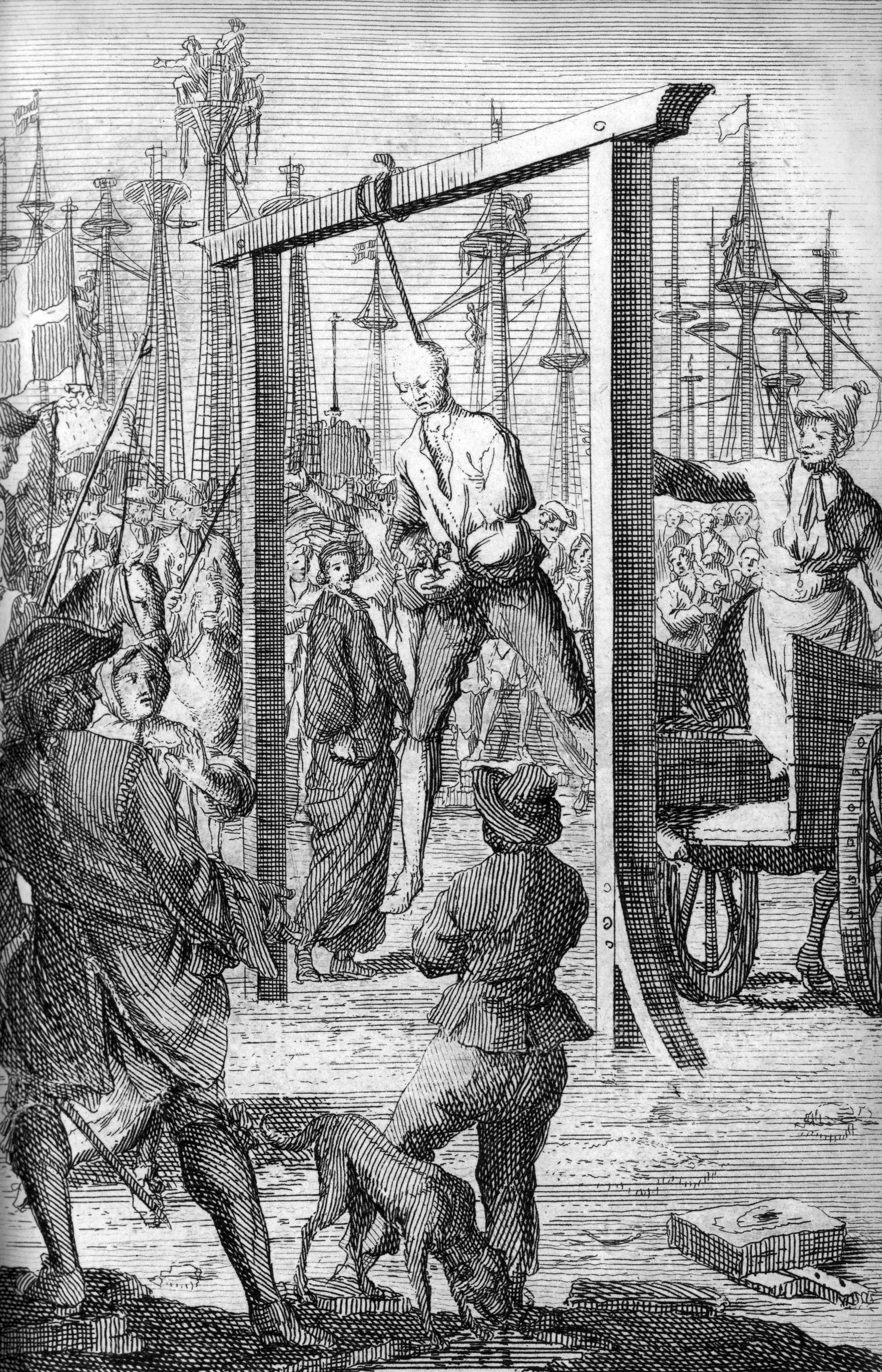
egzekucja Bonneta, ilustracja z Historie der engelsche zee-roovers ... door Capiteyn Charles Johnson (1725), Amsterdam

Pod koniec lipca Bonnet zagarnął okręty „Fortune” i „Francis”, dołączając je do swojej flotylli, która następnie popłynęła na leże w okolice ujścia rzeki Cape Fear. Podczas pobytu tam jeden z zakładników przetrzymywanych przez piratów zdołał oswobodzić się i uciekł do Charleston, gdzie poinformował władze o miejscu przebywania okrętów Bonneta. Sprawę podjął gubernator Karoliny Południowej Robert Johnson. Dowództwo nad ekspedycją karną objął pułkownik William Rhett;  27 września po kilkugodzinnej bitwie morskiej Bonnet wraz z załogą (trzydziestu pięciu pozostałych przy życiu ludzi) poddał się.
Wziętych do niewoli piratów przetransportowano do aresztu w Charleston, skąd Bonnet zdołał uciec pod koniec października. W związku z tym wystawiono za nim list gończy opiewający na siedemset funtów. 8 listopada został ponownie schwytany na wyspie Sullivan nieopodal Charleston. 10 listopada, kiedy postawiono go przed sądem, nie przyznał się do winy. Próbował bronić się, argumentując, że przez wiele miesięcy znajdował się w niewoli Czarnobrodego. Dzień później przyznał się to winy, lecz mimo to został skazany na śmierć przez powieszenie (sędzią w jego sprawie był Nicholas Trott). Zyskał sobie sympatię części mieszkańców Charleston, którzy zwracali się do gubernatora z prośbą o złagodzenie wyroku, jednak bez efektu. Egzekucję Bonneta przeprowadzono 10 grudnia 1718 na miejscu straceń w White Point w Charleston. Wcześniej stracono wszystkich jego podwładnych z wyjątkiem kilku, którzy przekonali sąd, że zostali zmuszeni do piractwa siłą.  
Żona Bonneta Mary zmarła na Barbadosie ok. 1750.

## Źródła i obecność w kulturze

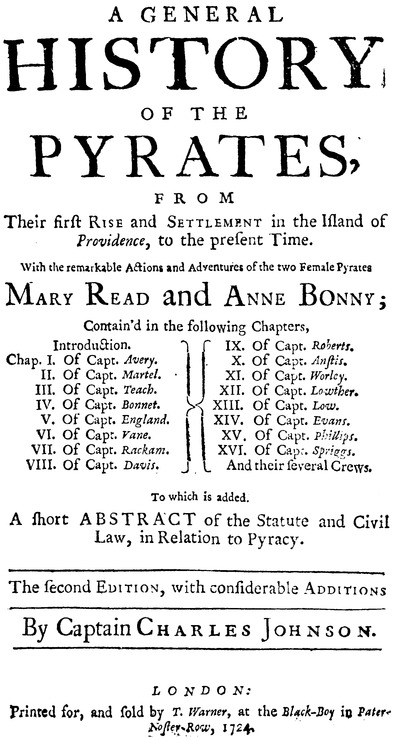
Strona tytułowa jednego z wydań History of Piracy

Jednym z głównych źródeł wiedzy nt. jego życiorysu jest zapis głośnego procesu w Charleston, który został wydany drukiem w Londynie w 1719. Ponadto życiorys Bonneta został opisany m.in. w wydanej w 1724 History of Piracy (pióra kapitana Charlesa Johnsona). Do innych źródeł historycznych należą m.in. korespondencja z epoki, akta procesów innych piratów, pisemne relacje ofiar i barbadoskie archiwalia parafialne. W 1943 na miejscu stracenia w Charleston postawiona została kamienna tablica pamiątkowa. W 2008 magazyn Forbes umieścił go na liście „najbogatszych piratów w historii”, szacując wartość jego łupu na ok. 5,5 mln dolarów. W 2020 ukazała się biografia Bonneta autorstwa Jeremy’ego Mossa.
Francuski pisarz Marcel Schwob przedstawił życie pirata w swojej książce Żywoty urojone. Ponadto Bonnet jest bohaterem dzieła Tima Powersa pt. Na nieznanych wodach. Kate Bonnet: The Romance of a Pirate's Daughter to satyryczna powieść XIX-wiecznego autora Franka Stocktona, opisująca życie fikcyjnej córki Stede’a. Historia Bonneta i Teacha posłużyła jako inspiracja dla fabuły serialu komediowo-romantycznego Nasza bandera znaczy śmierć (2022). W kwietniu 2022 w Theatre Three w Dallas wystawiono musical komediowy oparty na życiu Bonneta, pt. Stede Bonnet: A Fucking Pirate Musical. Postać Bonneta często pojawiała się w grach komputerowych o tematyce pirackiej, m.in. Sid Meier’s Pirates! i Assassin’s Creed IV: Black Flag.

## Flaga
Flagę Bonneta tradycyjnie przedstawia się jako białą czaszkę umiejscowioną nad poziomo leżącą kością, z sercem i sztyletem po bokach, na czarnym tle. Wersja ta prawdopodobnie zaczerpnięta została z niedatowanego rękopisu znajdującego się od 1939 w National Maritime Museum w Wielkiej Brytanii. Współczesne Bonnetowi źródła opisują jego flagę jedynie jako „krwawą” (ang. bloody flag); w epoce piratów wywieszenie czerwonej flagi oznaczało walkę bez brania jeńców. W artykule z 1718 w czasopiśmie „The Boston News-Letter” w kontekście Bonneta pojawia się informacja nt. flagi z czaszką, bez dalszego opisu.

flaga Stede’a Bonneta
tradycyjne przedstawienie
wg „General History of the Pyrates”
wg opisu „Boston News Letter”.
wg innych opisów z epoki